# 多邊主義
在國際關係中，多邊主義是指追求共同目標的多個國家的聯盟。和单边主义或孤立主义相对。

## 定義
人們將研究多邊外交行為和活動的理論稱為“多邊主義”。多邊主義是指“兩個以上的國家進行國際合作，旨在解決國際問題，處理由於國際關係中人們所認知的或實際存在的無政府狀態所引發的衝突”。按照約翰·羅傑的解釋，是指“根據普遍的行為原則，協調三個或以上國家間關係的一種制度形式。”
除了這種從制度層面界定外，多邊主義還表現為國家行為體之間的行為方式，以及對國際普遍的行為準則和規制的重視和遵守。作為一種著眼於發展國家行為體之間良性互動的社會性安排，協調與合作是多邊主義的基本特徵。多邊主義有助於國家化解相互間的矛盾和分歧，從根本上擺脫彼此間的安全困境，創設廣泛的和平穩定的地區安全環境。

## 挑戰
儘管如此，大國仍可能選擇多邊聯盟。 但是，大國可以通過與盟國達成一系列雙邊安排，而不是在多邊關係中，從而最大程度發揮槓桿作用。可以說，出於類似的原因，布什政府更傾向於雙邊主義而不是多邊主義。與其選擇獨自一人或與他人合作，不如政府選擇與精選國家建立緊密的一對一關係，從而最大程度地提高美國實現其目標的能力。
多邊主義的另一個挑戰涉及國家主權。“民族國家仍然是有關公共和私人生活的大多數方面的權威性決策的最終場所”。霍夫曼斷言，民族國家“不太可能接受與具體國家利益計算相衝突的抽象義務。”
全球多邊主義受到諸如歐洲聯盟和北美自由貿易協定等區域安排的挑戰，特別是在貿易方面，儘管它們本身並不與更大的協定相矛盾。戰後多邊主義的最初贊助國美國由於對一些多邊主義的結果不滿意而轉向一對一貿易和其他談判。作為最強大的國家，美國因放棄多邊主義而遭受的損失最少。放棄多邊主義，國際關係內的小國的損失最大，所有人的代價都不小。近年來，歐洲的民粹主義被證明對多邊主義有矛盾。由於歐洲懷疑黨取得了進展，選舉的結果給歐洲議會證明了這一主張。

## 现状
一些國際機構如聯合國、G20、歐盟、欧亚联盟、英聯邦、世界銀行、世界衛生組織及世界貿易組織都是奉行多邊主義的機構。
亞太經濟合作組織（APEC）由21個亞太國家及地區組成，每年成員國輪流舉辦，議程包括領導人會議、外交和貿易雙部長會議等。